# Wehrtechnische Dienststelle
Wehrtechnische Dienststellen (WTD) sind Dienststellen der Bundeswehr, die Wehrmaterial, das neu in die Bundeswehr eingeführt werden soll, erproben und testen. Die ursprüngliche Bezeichnung war bis in die 1980er-Jahre „Erprobungsstelle“ mit Kürzel „E-Stelle“. Davon abweichend ist die WTD 71 als Ressortforschungs-Einrichtung auch wissenschaftlich tätig.
Die WTD sind Dienststellen im Organisationsbereich Ausrüstung, Informationstechnik und Nutzung der Bundeswehr und unterstehen dem Bundesamt für Ausrüstung, Informationstechnik und Nutzung der Bundeswehr (BAAINBw) in Koblenz.
|  | WTD 41 | Trier          | Wehrtechnische Dienststelle für landgebundene Fahrzeugsysteme, Pionier- und Truppentechnik                                                   |
|  | WTD 51 | Koblenz        | Wehrtechnische Dienststelle für Pionier- und Truppengerät (Am 1. Januar 2013 aufgelöst und als Außenstelle Koblenz der WTD 41 angegliedert.) |
|  | WTD 52 | Oberjettenberg | Wehrtechnische Dienststelle für Schutz- und Sondertechnik                                                                                    |
|  | WTD 61 | Manching       | Wehrtechnische Dienststelle für Luftfahrzeuge und Luftfahrtgerät der Bundeswehr                                                              |
|  | WTD 71 | Eckernförde    | Wehrtechnische Dienststelle für Schiffe und Marinewaffen, Maritime Technologie und Forschung                                                 |
|  | WTD 81 | Greding        | Wehrtechnische Dienststelle für Informationstechnologie und Elektronik                                                                       |
|  | WTD 91 | Meppen         | Wehrtechnische Dienststelle für Waffen und Munition                                                                                          |

## Wehrwissenschaftliche Institute
Neben den Wehrtechnischen Dienststellen sind dem BAAINBw das Wehrwissenschaftliches Institut für Schutztechnologien – ABC-Schutz in Munster und das Wehrwissenschaftliches Institut für Werk- und Betriebsstoffe in Erding nachgeordnet.